# 新狹山站

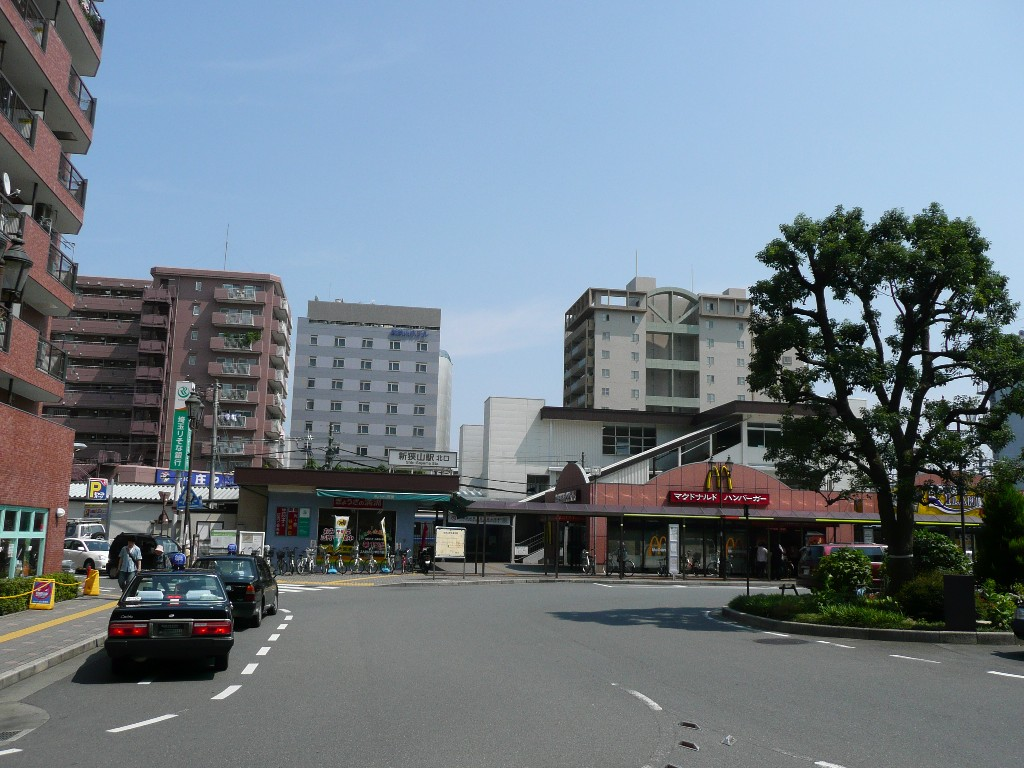
北口（2008年7月14日）

新狹山站（日语：／ Shin-sayama eki */?），是位於日本埼玉縣狹山市新狹山三丁目，屬於西武鐵道新宿線的鐵路車站。車站編號是SS27。

## 車站結構
對向式月台2面2線的地面車站，設有跨站式站房。開業當時只是側式月台1面1線的形態，1966年改為現在的構造。
月台與閘內大堂、閘外大堂與東口、西口地面部各自設置升降機聯絡。廁所位於下行月台側，併設多機能廁所。

### 月台配置
| 月台 | 路線   | 方向 | 目的地                       |
| ---- | ------ | ---- | ---------------------------- |
| 1    | 新宿線 | 下行 | 南大塚、本川越方向           |
| 2    | 新宿線 | 上行 | 所澤、高田馬場、西武新宿方向 |

## 使用情況
- 西武鐵道 - 2016年度1日平均上下車人次為21,549人[2]。
西武鐵道全部92個車站當中排行第49位。

近年1日平均上下、上車人次的推移如下表。
| 年度               | 1日平均 上下車人次 | 1日平均 上車人次 |
| ------------------ | ------------------ | ---------------- |
| 2003年（平成15年） | 20,457             |                  |
| 2004年（平成16年） | 20,687             |                  |
| 2005年（平成17年） | 20,929             |                  |
| 2006年（平成18年） | 21,202             |                  |
| 2007年（平成19年） | 21,624             |                  |
| 2008年（平成20年） | 22,216             |                  |
| 2009年（平成21年） | 21,584             |                  |
| 2010年（平成22年） | 21,749             |                  |
| 2011年（平成23年） | 21,525             |                  |
| 2012年（平成24年） | 21,605             |                  |
| 2013年（平成25年） | 21,513             |                  |
| 2014年（平成26年） | 21,171             |                  |
| 2015年（平成27年） | 21,434             |                  |
| 2016年（平成28年） | 21,549             |                  |

## 相鄰車站
西武鐵道
 新宿線
■通勤急行
通過
■急行、■準急、■各站停車
狹山市（SS26）－新狹山（SS27）－南大塚（SS28）

## 外部連結
- 新狹山 - 西武鐵道